# Drakensteyn
Drakensteyn (ook wel Drakestein, Drakenstein of Drakensteijn) is een kasteel en landgoed gelegen nabij Lage Vuursche, in de gemeente Baarn.

## Geschiedenis
De oude geschiedenis van Drakensteyn is nauw verbonden met die van ridderhofstad Drakenburg bij Baarn die in de negentiende eeuw is afgebroken. In 1360 is voor het eerst geschreven over een hofstede Drakesteyn die in 1385 aan Frederik van Drakenburg werd beleend.
In 1634 werd Ernst van Reede de eigenaar van hofstede Drakensteyn. Zijn zoon Gerard liet in 1640 een nieuw, symmetrisch achthoekig huis bouwen, mogelijk naar een ontwerp van Jacob van Campen. Het huis werd erkend als ridderhofstad. In die dagen werd ook het dorp Lage Vuursche gebouwd. Gerard liet een kerk bouwen met een pastorie, een school, een molen en een herberg.
In de Gouden Eeuw werden in de Laagte van Pijnenburg verscheidene landhuizen verbouwd en gebouwd, zoals Soestdijk, De Eult en Pijnenburg. Nadat Gerard van Reede was overleden, werd door de curator van zijn boedel Drakensteyn op 20 december 1671 voor 27.300 gulden verkocht aan de Amsterdammer Joan Reynst, die het als zomerverblijf ging gebruiken.
In de achttiende eeuw wisselde het kasteel enkele malen van eigenaar. Het huis was tot 1779 in het bezit van leden van de familie Godin. In 1780 vond een verbouwing plaats waardoor het aanzicht van het huis veranderde: de Ionische zuilen werden verwijderd. In 1807 werd Drakensteyn eigendom van mr. Paulus Wilhelmus Bosch, burgemeester van Utrecht. Het huis bleef 150 jaar in de familie, die zich sindsdien Bosch van Drakestein noemde.
In 1959 verkocht Frederik Lodewijk Bosch van Drakestein het landhuis aan prinses Beatrix. Zij liet het kasteel restaureren en trok er in 1963 in. Een in slechte staat verkerend ensemble van beschilderde linnen wandbespanningen, door Jurriaen Andriessen vervaardigd in 1780, werd toen verwijderd uit het interieur. Deze doeken, die lange tijd op de zolder van paleis Soestdijk werden bewaard, werden na enige tijd gerestaureerd en hangen tegenwoordig in Museum Van Loon in Amsterdam.
Ook na haar huwelijk met Claus van Amsberg in 1966 bleef prinses Beatrix in het kasteel wonen. Nadat zij in 1980 koningin was geworden, verhuisde ze met haar hele gezin in 1981 naar paleis Huis ten Bosch in Den Haag. Nadien werd Drakensteyn gebruikt als buiten- en gastenverblijf.
In 2006 werd bekendgemaakt dat Drakensteyn gerenoveerd zou worden om het kasteel weer bewoonbaar te maken. Er zouden enige meters bijgetrokken worden en het zou volop beveiligd en klaargemaakt worden voor de eenentwintigste eeuw. Dit bericht gaf voeding aan de geruchten dat de abdicatie van koningin Beatrix aanstaande zou zijn. De Rijksvoorlichtingsdienst (RVD)  wilde hier niet op ingaan. Uiteindelijk deed koningin Beatrix troonsafstand op 30 april 2013. Hierna bleef zij nog enige tijd op Huis ten Bosch wonen. Op 4 februari 2014 nam zij officieel haar intrek op Kasteel Drakensteyn, zoals de RVD op die datum bekendmaakte.
Kasteel en landgoed zijn niet toegankelijk voor publiek aangezien Drakensteyn privébezit is gebleven en daardoor, anders dan andere koninklijke paleizen, niet onder het Rijksvastgoedbedrijf valt.
Naast het landgoed Drakensteyn ligt de begraafplaats waar Beatrix' in 2013 overleden zoon Friso is begraven. Achter het landgoed ligt de hoeve huis Drakenbosch waarvan de huidige toegangsweg eind 19e eeuw deel uitmaakte van de renbaan van Drakensteyn.

## Lijst van eigenaren

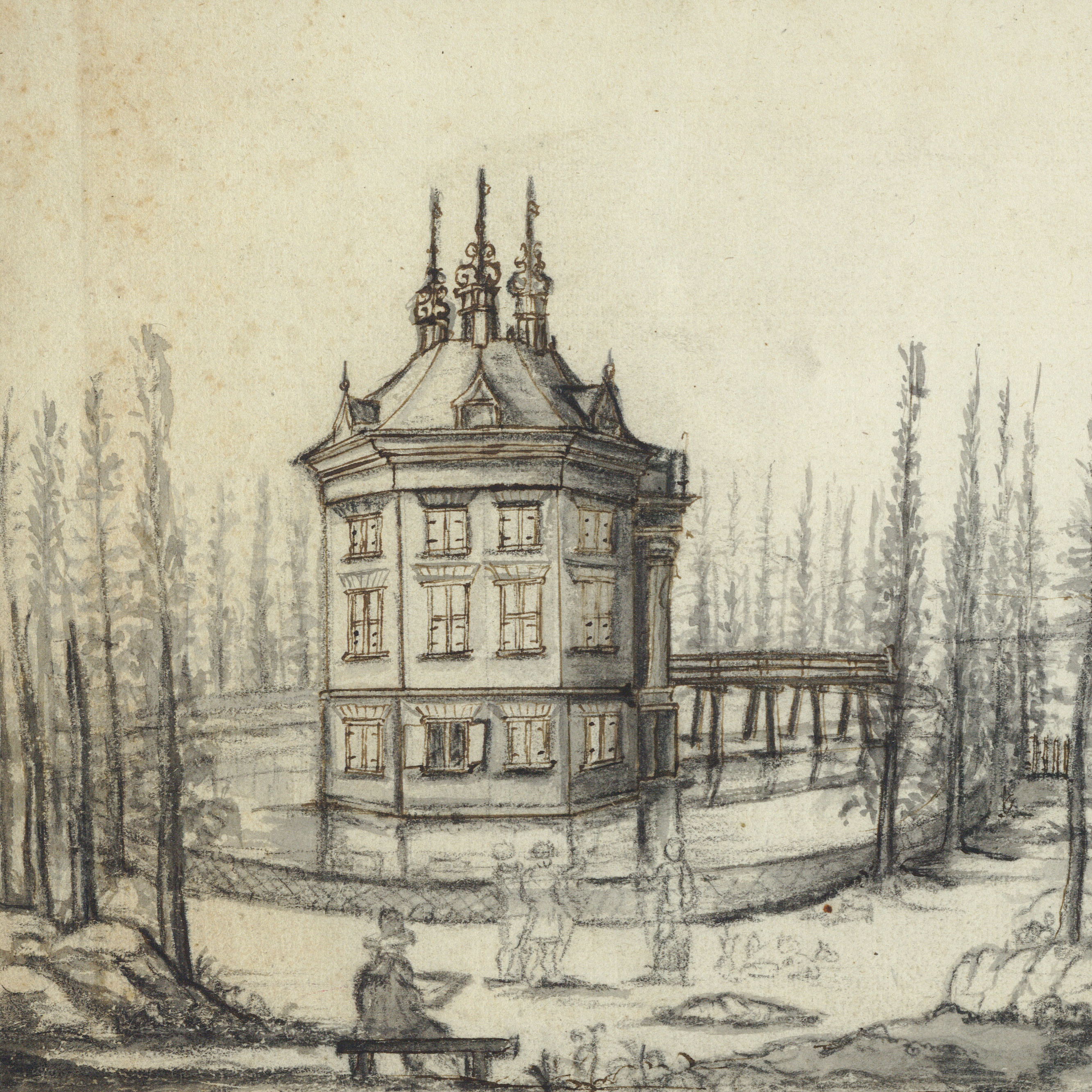
Drakensteyn rond 1665

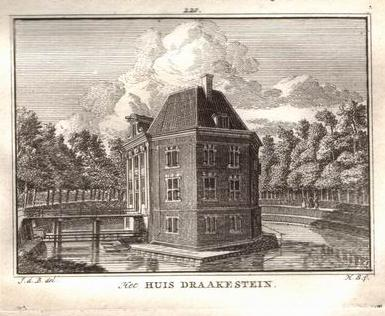
Gravure door Hendrik Spilman naar Jan de Beijer (ca. 1750)

| 1359 - 1387: | Werner van Drakenborg                                                           |
| 1387 - 1436: | Frederik van Drakenborg                                                         |
| 1436 - 1456: | Johan van Drakenburg                                                            |
| 1456 - 1498: | Johannes van Drakenburg                                                         |
| 1498 - 1518: | Frederik van Drakenburg                                                         |
| 1518 - 1520: | Johan van Drakenburg                                                            |
| 1520 - 1570: | Josina van Drakenburg, getrouwd met Dirk van Zuylen van de Haar                 |
| 1570 - 1571: | Claas van Zuylen van de Haar                                                    |
| 1571 - 1597: | Karel van Bourgondië, heer van Sommelsdijke en St. Annaland                     |
| 1597 - 1610: | Jan van Bourgondië                                                              |
| 1610 - 1625: | mr. Simon van Veen                                                              |
| 1625 - 1640: | jhr. Ernst van Reede                                                            |
| 1640 - 1669: | Gerard van Reede                                                                |
| 1671 - 1695: | Joan Reynst                                                                     |
| 1695 - 1729: | mr. David de Wildt, secretaris van de Admiraliteit van Amsterdam                |
| 1729 - 1730: | Johanna Maria de Wildt                                                          |
| 1730 - 1750: | Jan Carel Barchman Wuytiers, schout-bij-nacht bij de Admiraliteit van Amsterdam |
| 1750 - 1779: | Isabella Lucretia Barchman Wuytiers                                             |
| 1779 - 1807: | mr. Court Willem Sander                                                         |
| 1807 - 1834: | mr. Paulus Wilhelmus Bosch van Drakestein                                       |
| 1834 - 1866: | Frederik Lodewijk Herbert Jan Bosch van Drakestein                              |
| 1866 - :     | mr. Paulus Jan Bosch van Drakestein                                             |
| - 1959:      | Frederik Lodewijk Bosch van Drakestein                                          |
| sinds 1959:  | Prinses Beatrix                                                                 |